# Адмиралтейские ворота (Гатчина)
Адмиралте́йские воро́та — ворота на границе гатчинского Дворцового парка, обращены на проспект 25 Октября. В XVIII веке у них было другое название — Ворота из пудостского камня у гавани.
Ворота были построены в 1794—1796 годах, архитектором проекта считают Винченцо Бренну. Название дано по находящемуся поблизости зданию Адмиралтейства.
Во время войны ворота пострадали незначительно, в 1970 году была проведена их реставрация.

## Описание
Ворота представляют собой подобие античной триумфальной арки и по проекту должны были служить главным въездом в парк. Это мощное строение высотой 13 метров, шириной — 10. Ворота украшены коринфскими колоннами, стоящими на невысоких пьедесталах по сторонам арки проезда. Колонны несут антаблемент и треугольный фронтон, посреди которого в дубовом венке помещён вензель «П». Ворота симметричны, то есть выглядят одинаково и со стороны города и со стороны парка. Сооружение гармонично вписывается в ландшафт парка, не нарушает его гармонии, на что во многом влияет выбранный автором материал — тёсаный пудостский камень.
Ворота украшают простые по рисунку кованые железные створы, которые были изготовлены в 1796 году на Ижорском заводе в Колпино.